# 石塚彩花
あやかんぬ、旧芸名 石塚 彩花（いしづか あやか、1997年5月22日 - ）は、日本の女優、タレント、プラスサイズモデル。

## 経歴
千葉県市川市出身。日本大学第一中学・高等学校卒業。ワンダーヴィレッジ所属。
DHCのプロテインダイエットWEBCM「救え！ウツボ怪人」、YouTubeチャンネル「KAWAIIPATEEN」の動画出演、「素麺エンジェルズ」のメンバーとして南島原市のPR動画「マイメンいつメン島原手延素麺」に出演した。

## 出演

### テレビ
- 早子先生、結婚するって本当ですか?（2016年6月、フジテレビ）- 学生 役
- グーグーだって猫である2 -good good the fortune cat-（2016年6月、WOWOW）- 大学生 役
- 応援美女子!2（2016年7月、千葉テレビ）- リポーター
- マスター☆コレクション（2016年8月、千葉テレビ）- リポーター
- ZIP! ハテナビ!（2017年3月、日本テレビ）
- ぞくり。 怪談夜話「料理教室篇」（2018年9月、TOKYO MXテレビ）
- 沁みる夜汽車 2020秋 第5話「乗客が見守った“最後の電話”〜JR長崎本線〜」（2020年11月23日、NHK BS1）
- いないかもしれない（2021年3月29日、NHK総合）- 謎の女 役
- 警視庁・捜査一課長 season5 第4話（2021年5月6日、テレビ朝日）- 菅見亮子 役
- 月曜プレミア8 今野敏サスペンス 機捜235III（2022年5月16日、テレビ東京）- 望月玲奈 役

### 映画
- EVIL IDOL SONG（2016年8月20日、ブラウニー）

### 舞台
- 花鳥風月企画第二弾「神に賛美歌とジャズを」（2016年5月、パフォーミングギャラリー＆カフェ『絵空箱』）- 天使空 役
- 劇団虚幻癖「極彩色vol.4」（2016年8月、明石スタジオ）
- チーム・ギンクラ「フルーツバスケット・改∼doomsdays∼」（2016年10月、キーノートシアター）
- チーム・ギンクラ「365枚目のスケッチブック」（2017年1月、テアトルBONBON）
- 芝居ライブ「LiE or TruE？」（2017年3月・4月、赤坂チャンスシアター）
- かーんず企画「Ｒは決して爪を噛まない」（2017年5月、千本桜ホール）
- 髪結いの女たち（2017年6月、明石スタジオ）
- チーム・ギンクラ「愛しのマーレ ～海の家、はじめました～」（2017年7月、シアターグリーン BOX in BOX THEATER）
- 演劇団体Back.Base「スクールオブカースト」（2017年9月、千本桜ホール）
- K-FARCE「ジュブナイル学園」（2017年9月、明石スタジオ）
- チーム・ギンクラ「あまんじゃく！～いつかのあなたの物語～」（2018年1月 - 2月、シアターグリーン BOX in BOX THEATER）
- 若宮亮×なるせゆうせい合同プロデュース 人狼系舞台「レジスタンスイレブン」（2018年4月、フラワースタジオ）
- 六畳一間で愛してる（2018年6月、両国エアースタジオ）- 売れないホステスアッコ 役
- チーム・ギンクラ「ファミリーツリー～じいちゃんと見た、夏の大三角形～」（2018年8月、中目黒キンケロ・シアター）
- 大山劇団「エクストリーム湯けむり温泉バスツアー-Infinity War-」（2018年9月、新宿スターフィールド）- 令嬢・バニラ 役
- チーム・ギンクラ「カストロ映画館とセント・ニコラウスの謎」（2018年12月、TACCS1179 俳協ホール）
- アドリブ心理劇「レジスタンスイレブン～集いはサクラの樹の下で～」（2019年4月、上野ストアハウス）
- 大山劇団「臼い巨塔 〜Team Medical Dragon➕Night〜」（2019年5月、シアターブラッツ）- じいちゃんっ子・山田美帆 役
- 鯛プロジェクト「愛鯛」『The Last Supper』（2019年6月、OFF OFFシアター）- マリエ役
- Yプロジェクト×Zero Project×E-Stage Topia「シェイリ　шерри」（2019年7月、渋谷区文化総合センター大和田・伝承ホール）
- 三栄町LIVE×大山劇団スピンオフ公演｢楽屋─流れ去るものはやがてなつかしき─｣（2019年9月-10月、三栄町LIVE STAGE）- 女優D役
- milestone vol.不「Re:turn～過去と未来」（2019年10月、下北沢Geki地下リバティ）
- 朝劇明大前「GOOD TIME LOVE」「概念衝突レストラン」（2019年10月よりレギュラー、ダイニングバーKUU）
- 方南ぐみ「陽だまりの樹」（2021年3月、ヒューリックホール東京 / 梅田芸術劇場 シアター・ドラマシティ）- 堀井とみ 役
- うさぎストライプ 「みんなしねばいいのにⅡ」（2021年11月-12月、こまばアゴラ劇場）- ゆきえ 役
- 三栄町LIVE×大山劇団 「STAND BY ME」転生したらゴスロリ劇団とか社会派闇劇団とか早口アングラ楽団とかだった件（2021年12月18日・26日、三栄町LIVE STAGE）
- 最強で最高の自慢の息子（2022年3月、草月ホール）- 善晶院玲於奈 役
- 音楽劇「Zip&Candy」（2022年6月、亀有リリオホール）- ヒア 役
- 銭湯来人（2024年7月、草月ホール） - 山田千 役[3]

### CM
- DHC プロティンダイエット ｢救え！ウツボ怪人！｣（2018年4月、WEBCM）- メイン女性 役
- 長崎県南島原市 島原手延素麺CM ｢マイメンいつメン｣（2019年8月、TV & WEB）

### PV
- BPM「ばくれつけん」（2021年9月）